# Howlin' for You
Howlin' for You è un singolo del duo rock statunitense The Black Keys, pubblicato nel 2011 ed estratto dall'album Brothers.

## Tracce
- Download digitale

1. Howlin' for You – 3:12

## Video
Il videoclip della canzone è stato diretto da Chris Marrs Piliero e vede la partecipazione di Tricia Helfer, Diora Baird, Sean Patrick Flanery, Christian Serratos, Corbin Bernsen, Todd Bridges e Shaun White, oltre che di Dan Auerbach e Patrick Carney, nel ruolo dei Las Teclas de Negro.
Nell'ambito degli MTV Video Music Awards 2011 il video ha ricevuto la candidatura nella categoria "miglior video rock".

## Formazione
- Dan Auerbach - voce, chitarra, tastiera
- Patrick Carney - batteria, percussioni